# Neoaetosauroides
Neoaetosauroides é um género extinto de aetossauro primitivo. A Espécie-tipo que define o género é o Neoaetosauroides engaeus. Fósseis foram encontrados na Formação Los Colorados afloramento ao longo da Rio da Morada da Serra em La Rioja, Argentina, e remontam ao período Noriano do final do Triássico. Foi o primeiro aetossauro conhecido na formação, com restos que foram descobertos na década de sessenta.

## Descrição

Diagrama mostrando as osteodermas do Neoaetosauroides com sua terminologia.

O género é um dos mais bem representados aetossauros da América do Sul, com alguns exemplares encontrados totalmente articulados. Duas fileiras de osteodermas dorsais paramedianas percorrem de cada lado da coluna vertebral. Osteodermas ventrais também estavam presentes. Ao contrário da maioria dos aetossauros, o quarto dedo era mais longo do que o segundo e terceiro. Além disso, o número de falanges no quinto dígito era menor do que nos outros aetossauros. A coluna de dentes superior dos Neoaetosauroides percorre anteriormente à ponta do focinho alongado, prova de que é incompatível com a ideia de um bico queratinoso proposto para os aetossauros.